# Marta Etura
Marta Etura Palenzuela, née le 28 octobre 1978 à Saint-Sébastien, est une actrice espagnole.

## Biographie
Marta Etura connaît une rapide ascension dans son pays. Repérée à 17 ans alors qu'elle se lance dans la comédie en suivant les cours de la Cristina Rota Acting School, le réalisateur Joaquín Oristrell lui offre son tout premier rôle en 2001 dans No Shame. 
S'ouvre alors pour l'actrice ibérique une carrière éclectique dans le cinéma espagnol indépendant avec près de dix films en un peu plus de cinq ans. Dès 2002, sa performance dans Nobody's Life d'Eduard Cortés lui vaut une sélection aux Goyas. Aussi présente sur le petit écran et au théâtre, elle obtient la reconnaissance nationale en 2004 en glanant plusieurs prix pour sa performance dans Your Next Life de Manuel Gutiérrez Aragón, avant de connaître à nouveau les honneurs de la nomination aux Goyas, en 2005, pour Para que no me olvides de Patricia Ferreira. 
En 2007, la renommée la fait connaître en dehors de son pays. Elle s'impose tant dans Remake de Roger Gual que dans Azul de Daniel Sánchez Arévalo pour lequel elle est distinguée à Berlin.
Avec l'adaptation de la trilogie du thriller de Dolores Redondo, Le Gardien invisible (2017), De chair et d'os (2019), Une offrande à la tempête (2020), elle devient très célèbre.

## Filmographie

### Cinéma
- 2001 : Sin vergüenza
- 2002 : El Caballero Don Quijote
- 2002 : Trece campanadas
- 2002 : La Vida de nadie
- 2003 : Mariposas de fuego
- 2003 : La vida que te espera
- 2004 : ¡Hay motivo!, segment Por tu propio bien
- 2004 : Frío sol de invierno
- 2004 : Entre vivir y soñar
- 2005 : Para que no me olvides
- 2006 : Remake
- 2006 : Azul
- 2007 : Desierto Sur
- 2007 : Las trece rosas
- 2007 : Casual Day
- 2008 : Siete minutos
- 2009 : Cellule 211
- 2010 : Malveillance
- 2011 : Eva
- 2012 : The Impossible
- 2013 : Les Derniers Jours (Los últimos días) de David Pastor et Àlex Pastor
- 2016 : L'Homme aux mille visages d'Alberto Rodríguez
- 2017 : Le Gardien invisible (El guardián invisible) de Fernando González Molina : Amaia Salazar
- 2019 : De chair et d'os (Legado en los huesos) de Fernando González Molina : Amaia Salazar
- 2020 : Une offrande à la tempête (Ofrenda a la tormenta) de Fernando González Molina : Amaia Salazar

### Télévision
- 2006 : Vientos de agua

## Distinctions

### Récompenses
- Berlin International Film Festival 2006 : Lauréate du Prix EFP Shooting Star.
- Medina Film Festival 2011 : Lauréate du Prix de l'actrice du XXIe siècle.
- Alicante Film Festival 2020 : Lauréate du Prix Ciudad de Alicante.